# 베르그루엔 연구소
베르그루엔 연구소(Berggruen Institute on Governance)는 미국의 싱크탱크이다.

## 베르그루엔 연구소 프로젝트
베르그루에 거버넌스 연구소는 특정한 상황에서 적용 가능한 관리개혁의 다양한 대안을 제시하는 것을 목표로 하여 리더십 태스크 포스를 구성, 프로젝트를 시행 및 개발하고 있다. 프로젝트의 일부는 다음과 같다:

### 유럽미래위원회
유럽미래위원회는 통합된 유럽을 위한 발전방향을 토론하고 지지하기 위해 베르그루엔에 의해 설립된 싱크탱크이다. 이 위원회는 이탈리아 마리오 몬티 전 국무 총리를 의장으로 하여 전 영국 총리 토니 블레어 ( 영국), 게르하르트 슈뢰더 (독일) , 펠리페 곤살레스 (스페인) , 로마노 프로디로마노 프로디 (이탈리아), 마티 반하넨 (핀란드) , 히 버르호프스타트(벨기에) , 프란츠 브라니츠키 (오스트리아), 마레크 벨카마레크 벨카 (폴란드) 외에도; 경제학자 조지프 스티글리츠, 마이클 스펜스 , 로버트 먼델 , 장 피사니 - 페리, 누리엘 루비니, 오트마 이싱; CEO 모하메드 엘-에리언, 후안 루이스 세브리언; 학자 니얼 퍼거슨, 앤서니 기든스 ; 유럽연합 집행위원회의 전의장 자크 들로르; 국제 적십자 위원회 야콥 켈렌베르거 총재 , 세계 무역기구 (WTO) 파스칼 라미 사무 총장; 골드만 삭스 회장이자 세계 무역기구 (WTO) 전 사무총장 피터 서덜랜드; 독일연방은행 전 총재 악셀 베버; 스위스 연방의회 멤버인 도리스 로이타르트, 프랑스 사업가 알랭 맹크 등을 포함하고 있다. 
이 그룹은 유럽의 재정 건실화, 유럽 중앙 은행에 대한 폭 넓은 관여, 유럽의 시민 참여 등을 통해 궁극적으로 유럽의 정치적 통합을 위한 노력을 기울이고 있다.
2012년 10월 위원회는 베를린에서 열린 "위기를 넘어 유럽"이라는 이름의 공개토론회를 후원했다. 전 독일어 수상 게르하르트 슈뢰더 와 헬무트 슈미트, 독일 재무 장관 볼프강 쇼이블레 프랑스 재무 장관 피에르 모스코비치, 유럽 의회 회장 마틴 슐츠, 구글 회장 인 에릭 슈밋 등이 이 포럼에 참석하였다. 토론회의 주요의제중의 하나는 유럽통합에 대한 요구였다.  토니 블레어 전 총리는 연설을 통해 유로존 위기를 해결하기 위해서는 유럽 내에서의 대대적인 정치적 통합이 반드시 필요하다고 주장했다. 그는 만약 유로존 구조가 유럽 내 다양한 계층의 통합을 포함하는 단일정치로 합의 되지 못하고 유럽을 경제적, 정치적으로 나누는 것에만 그친다면 유럽연합은 결국 존 패의 위기에 처할 것이라고 덧붙였다. 
또한 이 포럼에서 재무가인 조지 소로스는 유럽의 위기대응실패가 어떻게 유럽을 채권자와 채무자라는 영구적인 두 계층으로 나누었는가를 강연하여 큰 관심을 얻었다.  투자 데이비드 본더맨, 전 파키스탄 총리 샤우카트 아지즈, 클린턴 정부의 경제자문위원회 전 의장 로라 타이슨, 구글 회장 에릭 슈밋 또한 유럽의 정치적 불확실성이 유럽경제의 미래를 위협 한다고 경고했다.  전 독일 총리 게르하르트 슈뢰더는 독일에서 그가 도입했던 아젠다2010개혁과 같이 유럽이 이제 위기를 뛰어넘고 개혁을 포용하는 자세가 필요하다고 연설했다. 
2013년 5월 위원회는 파리에서 또 다른 공개토론회를 개최하였다. 이 토론의 초점은 유럽의 높은 청년 실업률을 해결 하기 위한 것이었다.  프랑스 대통령 프랑수와 올랑드는 위기를 해결하기 위한 긴급조치를 요구하며 회의의 기조를 전달했다.  이 행사의 중심은 베르그루엔 연구소가 프랑스 및독일 정부와 공동으로 하여 제시한 “유럽성장계획” 초안이었다.  이 계획은 일자리, 견습, 학교를 졸업한 청년 실업인들을 위한 교육 등을 약속하는 "청년보증", 다른 유럽국가에서 새로운 기술을 연구하고 배우려는 청년들에 대한 보조금 지급, 청년들에 대한 고용을 확산하기 위해 중소규모의 사업체에 대한 신용확대 등의 세가지 주요사안들을 포함하고 있다.  

### 21세기 위원회
21세기 위원회는 글로벌 관리개혁에 초점을 둔 베르그루엔 거버넌스 연구소 주최 위원회이다.  멕시코의 에르네스토 세디요 전 대통령을 의장으로 하여, 미 전대통령, 노벨상 수상자, 글로벌 기업가들로 구성되어있다. 현재는 정치, 경제 및 금융 시장의 정비를 위해 G -20 와 그 노력을 함께하고 있다.   위원회는 2013년 5월 멕시코G-20 정상회의 전 칼데론 대통령에게뿐 아니라2011년 가을G-20칸 정상회의 전 사르코지 대통령에게도 그들의 권고안을 전달한 바 있다. 
2012년 멕시코 회의에서 위원회는 지속적인 유로존의 위기를 이야기하며 유럽은 이제 붕괴와 강력한 재정적 경제적 연합이라는 두 가지 딜레마 에 직면 해 있다고 주장했다. 펠리페 곤살레스 스페인 전 총리는 고통과 좌절이라는 감정이 현재 유럽에 만연해있음을 지적하며 긴축요구와 단기성장정책이라는 두 가지 상반되는 요구에 대한 균형이 필요하다고 연설했다. 위원회는 성장을 위한 거시경제적 정책과 전략의 부재를 조직화하는 능력이 없는 현재의 상황이 유럽의 재정적 경제위기를 위협하고 있다고 보고했다.  또한 위원회는 기후변화와 탄소가격에 대한 글로벌 가이드라인의 부재가 청정에너지경제를 제한하고 있다고 지적하며 멕시코 칼데론 대통령의 “녹색성장”의 필요성을 주장했다. 이를 위해 저탄소 성장과 같은 글로벌 공공재를 제공하기 위한 국가와 하위국가 네트워크의 사용이 대안으로 제시되었다. 기후변화대응지역 R-20과 기후변화에 대한 G-20의 목표에 대한 연계논의 또한 이 회의를 통해 이루어졌다. 이 논의에 따르면 비록 기후변화에 대한 효과적인 정책이 글로벌 차원 또는 국가적인 차원에서 이루어지지 못하더라도 하위국가 차원에서 동일한 목표에 대한 지속적인 논의가 반드시 필요하다.  아구스틴 카스텐 멕시코 은행 총재는 글로벌 경제에 있어서의 신흥시장의 중요성을 반영하기 위해서는 국제 통화 기금 (IMF) 과 세계 은행 (World Bank) 에서의 투표참여에 대한 논의가 다시 이뤄져야 한다고 주장했다. 
2013년 1월말, 취리히 회의에서는 G -20의 절차적인 비효율성이 문제점으로 제기되었다. 이 문제를 해결하기 위해 위원회는 다음과 같은 변화를 권고하였다:
합의가 아닌 자격을 갖춘 과반수 또는 “개방형 구조" |G -20 내 모든 이슈 결정은 합의가 아닌 자격을 갖춘 과반의 결정에 의한 것이어야 한다 또 다른 대안은 투표에 대한 “개방형 구조”이다. 이는 정책결정에 따라 변화할 수 있는 '자발적 연합체' 의 형성을 가능하게 할 것이다.
영구 사무국 |G -20는 의장에 따라 각각 요구되는 의제로 인해 의제의 지속성에 있어서 한계를 보였다. 이러한 경향을 방지하기 위해 영구적인 사무국이 조직되어야 하며 이 사무국은 이전과 현재, 또한 미래의 G-20의장들간 조화를 위하여 국제적으로 신뢰할 수 있는 리더에 의해 이끌어져야 한다.
 중요사안과 장관급 회의 | 각 정상 회담시의 1-3개의 주요사안들로 의제가 집중되어야 한다. 주요항목에 대한 준비작업은 일 년 내내 G-20 장관급 회의를 통해 진행된다. 정상회담에서는 핵심 아젠다를 명확히 하는 반면 장관급 회의에서는 그에 비해 중요성이 떨어지거나 기술적인 문제들에 대한 논의를 한다.
싱크 롱 세미나 | 매년G -20 의장은 상정된 의제 외에도 장기적으로 글로벌 관리경영문제를 해결하기 위한 주요한 이슈에 대해 "싱크 롱" 세미나를 조직해야 한다. 주요 이슈에는 새로운 글로벌 통화 시스템, GDP나 교역에 대한 계산법의 재 논의, 에너지 문제 등이 포함된다. G -20의 정당성을 강화하기 위해 학자와 시민사회뿐만 아니라 비 회원국 역시 세미나에 초대되어야 한다. [ 25 ]
베르그루엔외 21 세기 협의회 구성원은 다음과 같다. 
    후안 루이스 세브리언 - PRISA 의 최고 경영자
    누리엘 루비니 - 경제학자
    모하메드 A. 엘-에리언- Erian - PIMCO 의 최고 경영자
    게르하르트 슈뢰더- 전 독일 장관
    마이클 스펜스 - 노벨상 수상자
    조지프 스티글리츠- 노벨상 수상자
    펠리페 곤살레스- 스페인 전 수상 [ 27 ]
    파스칼 라미- 세계 무역기구 (WTO) 사무 총장
    알랭 밍크 - 저자 및 정책 자문위원
    샤우카트 아지즈- 파키스탄 전 총리
    페스투스 모가에 - 보츠와나 전 대통령
    담비사 모요 - 경제학자 및 저자
    엘론 머스크 - 기업가이자 발명가
    페르난도 엔리케 카르도소 – 브라질 전 대통령
    피에르 오미다이어 – 기업가이자 자선가
    라구람 라잔 - 경제학자
    잭 도시 - 트위터 설립자
    에릭 슈밋- 구글 회장
    프랜시스 후쿠야마 - 정치 학자 , 철학자
    피터 슈워츠 - 공동 창업자 및 글로벌 비즈니스 네트워크 회장
    아마르티아 센 - 노벨상 수상자
    존 그레이 - 교수 및 저자
    제프 스콜 – 자선가이자 사회사업가
    리드 호프만 - 링크드인 의 집행 위원장
    프레드 후 - 프리마베라 캐피털 그룹 의 회장이자 설립자
    아리아나 허핑턴 - 허핑턴 포스트의 설립자
    로렌스 서머스 - 경제학자
    채드 헐리- 기업가이자 유튜브 공동 설립자
    로라 D. 타이슨 - 경제학자
    모하메드 " 모 " 이브라힘 - 이동 통신 글로벌 전문가
    우젠민- 외교관
    알렉세이 쿠드린 - 경제학자
    조지 용인요 – 싱가포르 전 외무 장관
    파리드 자카리아 - 저널리스트 및 저자
    에릭 리 - 쳉웨이캐피탈의 설립자이자 전무이사
    에르네스토 세디요 - 멕시코 전 대통령
    키쇼어 마부바니 - 외교관 및 교수
    아메드 즈웨일 - 노벨상 수상자
    폴 마틴 - 캐나다의 전 총리
    정 비지안 - 중국 공산당 중앙당 학교 고참
    리카르도 라고스 – 칠레 전 대통령
    월터 아이작슨 – CEO이자 아스펜 연구소 회장

### 캘리포니아 싱크 롱 위원회
캘 리포니아 싱크 롱 위원회는 캘리포니아의 장기적인 미래를 위한 중요 정책과 제도를 제안함과 동시에 무너진 관리시스템을 복구하고 혁신하기 위한 포괄적인 접근을 제공하는 것을 목표로 하고 있다.  정치적인 중립을 그 기초로 하고 있다.
캘리포니아 싱크 롱 위원회의 구성원들은 이념적인 영역에 대한 논의를 계속해오고 있다. 전 공화당 국무장관인조지 슐츠와 콘돌리자 라이스, 민주당윌리 브라운과 그레이 데이비스, 구글 회장 에릭 슈밋, 로스 엔젤레스 자선가 엘리 브로드 등이 위원회의 첫 회의에 참석하였다. 
2011년 11월, 싱크 롱 위원회는 “캘리포니아 개혁의 청사진:보고와 권고사항” [ 31 ] 을 발표하였다. 베르그루엔 과 수석 고문 나단 가르델에 따르면 위원회의 세가지 핵심적 제안은 다음과 같다.
1. 지역 역량 강화: 의사 결정 능력 복원, 새크라멘토 및 인근지방의 자원이용, 실물경제가 기능하는 지역개발 등을 통해 국민과 가까운 정부, 즉 즉각적으로 반응하며 유연하고 책임감 있는 정부를 건설하는 것을 목표로 한다. 이 계획은 주부터 자치구에 이르기까지 필요한 공공안전비용을 보조함으로써 오늘날 교육비보다 더 많이 사용되고 있는 교도소 관련비용을 절감하는데 도움을 줄 것으로 기대된다. 싱크 롱 위원회는 매년 그 수익금을 공공안전이 필요한 자치구들과 인프라건설 등이 시급한 도시를 위한 보조금으로 사용할 계획을 가지고 있다.
2. 독립적인 시민 감시: 새크라멘토에 만연한 단기적 사고 및 정치문화에 대한 반대 급부로 장기적 공공이익을 위한 독립적인 감시체계를 개발하는 것을 기초로 한다. 정부책임 시민위원회는 무소속 중립적인 성격을 갖춘 위원회로서 공개적인 승인을 위한 무기명 투표를 통해 권한이 주어지게 될 것이다.
먼저 위원회는 장기적 공공정책의제의 가장 우선순위인 교육의 우수성, 세계 수준의 인프라, 지속적인 삶의 질, 좋은 일자리기회, 글로벌 경제의 경쟁력 증대를 통한 중산층의 강화 등 다양한 대중의 요구에 대해 우선순위를 명확히 할 것이다. 또한 비 정치적 관리기구로서 캘리포니아 납세자들에게 그 이익을 되돌리기 위한 노력을 기울일 것이다.
3. 현대적이고 광범위한 세금 시스템: 현대적 서비스와 정보경제의 구성요소를 반영하고 장기적으로 지속 가능하고 안정적이며 광범위한 캘리포니아의 세금 시스템을 업데이트 하는 것을 목표로 한다. [ 32 ]
베르그루엔 외 회원은 다음과 같다. [ 33 ]
    엘리 브로드 – 카우프만 과 브로드의 공동설립자이자 자선가
    윌리 브라운 -58차 캘리포니아 주의회 스피커이자 41번째 샌프란시스코시 및 카운티 시장
    그레이 데이비스 - 캘리포니아 37번째 주지사
    마리아 엘레나 두라즈 – 로스 엔젤레스 카운티 노동연맹 재무-사무총장 AFL -CIO
    로널드 M. 조지 – 27번째 캘리포니아주 대법원장
    안토니아 에르난데스 -캘리포니아 커뮤니티 재단 회장
    로버트 허츠버그 –64차 캘리포니아 주의회 스피커
    게리 파스키 – 해외협력과 재무부 전 차관보
    콘돌리자 라이스- 66번째 미국 국무 장관
    에릭 슈밋- 구글 회장
    테리 세멜 - 워너 브라더스와 야후 전 CEO
    조지 P. 슐츠- 60번째 미국 국무 장관
    로라 타이슨 - 경제 자문 위원회의 전 의장
    데이비드 본더맨- TPG 캐피털 창립 파트너
30번째 캘리포니아주 재무장관이었던 매트퐁은 2011년 사망까지 위원회의 일원으로 활동했다.

## 사무소
베르그루엔 거버넌스 연구소는 로스 엔젤레스, 뉴욕, 베를린, 취리히에 사무실을 두고 있다.